# Lee Joo-sil
Lee Joo-sil (en coreà, 이주실; 8 de març de 1944 - 2 de febrer de 2025) va ser una actriu de cinema, televisió i teatre sud-coreana. Va ser coneguda per interpretar la mare de Hwang Jun-ho a la segona temporada de la sèrie de televisió de thriller distòpic de supervivència Ojingeo Geim.
Lee va començar la seva carrera d'actriu al teatre el 1965. Als 24ns Baeksang Arts Awards, va guanyar un premi en la categoria de millor actriu de teatre. També es va doctorar en Salut Pública per la Universitat Wonkwang el 2010.
A Lee se li va diagnosticar càncer de mama el 1993, però es va recuperar deu anys després. Va morir de càncer d'estómac a la casa de la seva família a Uijeongbu, el 2 de febrer de 2025, a 80 anys, després d'haver estat diagnosticada amb la malaltia tres mesos abans.